# Jean-Paul Ollivier
Pour les articles homonymes, voir Ollivier.
Jean-Paul Ollivier, né le 22 mai 1944  à Concarneau, est un journaliste sportif français spécialiste du cyclisme.

## Biographie
Entré à l'ORTF en 1964 comme grand reporter, il rejoint le service des sports d'Antenne 2 en 1975. Il participe au lancement de Stade 2, le 28 décembre 1975, aux côtés de Robert Chapatte, Léon Zitrone, Roger Couderc ou Thierry Roland. Il commente le Tour de France sur France 2 où il a notamment été reporter sur une moto durant les étapes du Tour dans les années 1980 et 1990, avant d'entrer dans la cabine des commentateurs en 2001 où il est l'historien du tour. Il occupe cette place jusqu'en 2014 et est surnommé « Paulo la science », notamment grâce à ses connaissances sur le cyclisme et particulièrement sur le Tour de France, où il présente le magazine télévisé Miroir du Tour en préambule de la retransmission en direct.
Il est auteur de nombreux livres au sujet du cyclisme et de son histoire, mais aussi sur des sujets comme le football, les marins et la Bretagne. Il est également membre de l’institut Charles-de-Gaulle et a publié plusieurs ouvrages sur l'ancien président français Charles de Gaulle.
Jean-Paul Ollivier prend sa retraite dans l'année 2014. D'abord le 27 juillet 2014, il prend officiellement congé de son activité de commentateur du Tour de France sur France 2,, remplacé, l'année suivante par Éric Fottorino. Le 21 décembre 2014, Il fait ses adieux dans Stade 2, trente-neuf ans après sa première émission. Néanmoins, il continue à officier sur le Tour de France 2015 pour France Bleu et France Info.
Jean-Paul Ollivier a présidé dans sa ville, la première édition du Festival de l'Invitation au Voyage de Concarneau, en avril 2015. Cet événement est venu récompenser les meilleurs films français de promotion touristique.
Durant les Tours d'Italie 2017 et 2018, il fait partie du dispositif de la chaîne L'Équipe qui diffuse le Giro. Il intervient, dans l'avant-course, pendant le direct et dans l'après-course pour faire découvrir l'histoire et le patrimoine aux téléspectateurs. En 2018, il a également l'occasion de commenter la Drôme-Classique sur L'Équipe.

## Livres

### Cyclisme
- Dossiers secrets du cyclisme, Pygmalion, Paris, 1975 avec Jean-Michel Leulliot
- Les joies de la bicyclette, Hachette, 1978. En collaboration.
- Sélection cyclisme, PAC, 1981
- Histoire du cyclisme breton, Picollec, 1981
- Sélection cyclisme, PAC, 1982
- Sélection cyclisme, PAC, 1983
- Sélection cyclisme, PAC, 1984
- Le livre d’or du cyclisme, Solar, 1988
- Les Géants du cyclisme, Editions Sélection du Reader’s Digest, 2001
- Histoire du cyclisme, Flammarion, 2003
- L’aventure du cyclisme en Bretagne, Editions Palantines, 2007
- Portraits légendaires du cyclisme, Tana, 2007. En collaboration

#### Biographies de champions cyclistes
aux éditions Glénat, dans la collection "La véridique histoire" :
- Roger Rivière, La tragédie du parjure, Glénat, Paris, 1991
- Gino Bartali, Le lion de Toscane, Glénat, Paris, 1991
- Jean Robic, Celui qui soufflait contre le vent, Glénat, Paris, 1992
- Louison Bobet, Glénat, Paris, 1992
- Hugo Koblet, Le pédaleur de charme, Glénat, Paris, 1993
- Charly Gaul, l'ange de la montagne, Glénat, Paris, 1993
- Raymond Poulidor, Glénat, Paris, 1994
- Jacques Anquetil, Glénat, Paris, 1994
- Raphaël Géminiani, Le grand fusil, Glénat, Paris, 1995
- Roger Walkowiak, Glénat, Paris, 1995
- André Darrigade, Glénat, Paris, 1996
- Eddy Merckx, Glénat, Paris, 1996
- Bernard Thévenet, Glénat, Paris, 1997
- René Vietto, Glénat, Paris, 1997
- Bernard Gauthier, Glénat, Paris, 1998
- Bernard Hinault, Glénat, Paris, 1998
- Fausto Coppi, Glénat, Paris, 1998  (ISBN 2723427196)
- Roger Hassenforder, Glénat, Paris, 1999
- Jacques Marinelli, Glénat, Paris, 1999
- Luis Ocaña, Glénat, Paris, 1999
- Roger et Guy Lapébie, Paris, 2000.
- Federico Bahamontes, Glénat, Paris, 2000
- Rik Van Steenbergen, Glénat, Paris, 2000
- Laurent Fignon, Glénat, Paris, 2001
- Tom Simpson, Un champion dans la tourmente, Glénat, Paris, juin 2002
- Fausto Coppi, La gloire et les larmes, Glénat, Paris, 2006  (ISBN 2723455726)

aux éditions Palantines 

- Jean Malléjac, les grandes heures de l’équipe de l’Ouest, Editions Palantines, 2008
- Louison Bobet, Editions Palantines, 2009
- « Vas-y Robic », Editions Palantines, 2015

autres maisons d'éditions

- Fausto Coppi, la tragédie de la gloire, PAC, 1979
- Hugo Koblet, Le pédaleur de charme, PAC, 1982
- Anquetil, Editions N° 1, 1987

#### Ouvrages sur le Tour de France
- Tout sur le Tour, Glénat, 1988
- Maillot jaune, Editions Sélection du Reader’s Digest, 1999. Rééditions en 2003, 2004 et 2013
- La France du Tour, Catleya Editions, 2000
- Tour de France : lieux et étapes de légende, Arthaud, 2000. Réédition 2002
- L’ABCDaire du Tour de France, Flammarion, 2001
- Le Tour de France : la Bretagne et les Bretons, Le Layeur, Paris, 2002  (ISBN 2911468856)
- Le Tour de France et les Alpes, Libris, 22 octobre 2002,  (ISBN 2847990038)
- Le roman du Tour de France, Editions Sélection du Reader’s Digest, 2002
- Le Tour de France au cœur des Pyrénées, Libris, 24 novembre 2003,  (ISBN 2847990038)
- Les exploits du Tour, Calmann-Lévy, 2007
- Les Anges bleus du Tour de France : l'histoire de la Gendarmerie dans la Grande Boucle, LBM, Paris, 2009  (ISBN 2915347727). Prix littéraire de la Gendarmerie
- 100 tours de France. Exploits, drames et légendes, Éditions Palantines, Quimper, octobre 2012  (ISBN 978-2-35678-073-7)
- Sur la route du Tour de France, Editions Sélection du Reader’s Digest, 2012
- Chroniques du Tour de France, Larousse, 2012. Réédition 2018
- Les grands champions du Tour de France, Larousse-collection Mini-Larousse, 2012
- Le Tour, 100 images, 100 histoires, AFP – Denoël, 2013
- Un peu de mémoire et beaucoup de souvenirs, Éditions Palantines, Quimper, 2014
- Tous en selle !, Larousse, 2014
- Carnet sportif « Spécial Tour de France », Larousse, 2016
- Le Tour de France : coulisses et secrets, Plon, 2017. En collaboration avec Christian Prudhomme.
- Le Tour de France - Un beau roman, une belle histoire, Robert Laffont, Paris, juin 2018  (ISBN 978-2-221-21615-6)
- Le Tour de France des villes et villages, Mareuil Éditions, juillet 2020  (ISBN 9782372541305)
- Tour de France, théâtre des hommes, Mareuil Éditions, mai 2023  (ISBN 9782372542975)

### De Gaulle
- Le Tour de France du Général, Julliard, Paris, 1986
- De Gaulle et la Bretagne, France-Empire,1987
- De Gaulle à Colombey, Plon, Paris, 1999  (ISBN 2259187471) et publication dans le "Miroir de l'histoire", Reader’s Digest, 1999
- Charles de Gaulle, Sélection du Reader’s Digest, Paris, 2000
- Le général De Gaulle et la Bretagne, Le Télégramme, Brest, 2000  (ISBN 2909292797)
- ABCdaire De Gaulle, Flammarion, Paris, 2001  (ISBN 2080127187)
- J’étais le Gorille du Général, Perrin, 2002. En collaboration avec Roger Tessier
- Les derniers chemins du Général, Plon, Paris, 2005  (ISBN 2723427196) et publication dans "Enquêtes et témoignages", Reader's Digest, 2006
- De Gaulle : douze garçons d'honneur, Éditions du Rocher, Paris, 2010  (ISBN 2268069834)
- Charles de Gaulle : un destin pour la France, Larousse, Paris, 2013 (réédité en 2020)
- De René Coty à Charles de Gaulle : Naissance d'une République, Ipanema, Paris, 2017  (ISBN 2364781337)
- Dans les pas de Charles de Gaulle, Ouvrage collectif. Artelia, Paris, 2017.
- Charles de Gaulle: un destin pour la France, Éditions Larousse, 2025.

### Football
- Stade Rennais, football breton, Solar, 1971
- U.S. Créteil ou les rendez-vous olympiques, Solar, 1974
- La Coupe du monde de football, Pygmalion, 1975 (En collaboration avec Michel Drucker)
- Histoire du football breton, Picollec, 1980
- 11 hommes en Suède, Editions N° 1, 1988
- L’aventure du football en Bretagne, Editions Palantines, 2009

### Aviation
- Les destins extraordinaires de l’aviation, PAC, 1978
- Jean Mermoz, mes vols, Flammarion, 1986. (Edition complétée et annotée en collaboration avec Bernard Marck)
- Mermoz, l’esprit de l’Aéropostale, Editions Sélection du Reader’s Digest, 2002

### Guides touristiques
- Lannion, Perros-Guirec, Trébeurden, Tréguier, Solar, 1973
- Quimper, Concarneau, Pont-Aven, Quimperlé, Solar, 1974

### Romans
- Les Filets bleus, Glénat, 1996
- Les Dragons de Dieu, Layeur, 2003

### Bandes dessinées
- Les belles histoires du maillot à pois, Connivence, 1998
- Les belles histoires du Tour de France, Connivence, 1997

### Autres
- Les sports en France, (Presses Universitaires de Bretagne) 1971
- Bouttier, deux poings, une gloire, La Table ronde, 1972
- Les monstres sacrés de l’automobile, Pygmalion, 1976
- Les grandes heures de la voile, PAC, 1979
- Président de la République, Les 22 chefs d'Etats français, 1848-2002, Editions Sélection du Reader’s Digest, 2002 (réédité dans « Histoire de France illustrée », Larousse – Sélection du Reader’s Digest, 2005
- Drames de la mer, MVD, 2004
- La Bretagne vue du pont, Layeur, 2005
- Les grands duels du sport, Tana, 2007 (en collaboration)
- Une année en Bretagne, Glénat, 2009
- Mon père, Albert Londres et le Georges Philippar, Glénat, 2010  (ISBN 9782723473347)
- Paulo la Science, Editions Palantines, 2011
- Sein : 18 juin 1940. « Ils étaient le quart de la France », Editions Palantines, 2013
- Histoire insolite et passionnée de la Bretagne, 2014
- Le Tour de France de nos régions, Larousse, 2015
- L’Almanach du Tour de France de nos régions, Larousse, 2016.

### Publications à l'étranger
- Fausto Coppi, la tragedia della gloria, Feltrinelli, Italie, 1980
- Fausto Coppi, Tokyo, 1982
- Fausto Coppi, the true story, Brombley books, Londres, 1995
- The Giants of Cycling, Velo Press, Boulder, Colorado, USA, 2000
- The Tour de France, Yellow Jersey, Velo Press, Boulder, Colorado, USA, 2001
- Giganten des Radsports, Delius Klasing – Moby Dick, Allemagne, 2001
- De reuzen van de Wielersport, Deltas, Belgique-Hollande, 2001.
- Das gelbe Trikot, Delius Klasing, Allemagne, 2005.